# ある日の家斉
『ある日の家斉』（あるひのいえなり）は1928年に制作されたサイレント映画。マキノ・プロダクション製作。

## スタッフ
- 監督 : 中島宝三
- 脚本 : 中島宝三
- 撮影 : 石本秀雄

## キャスト
- 徳川家斉 : マキノ潔
- 小金井勝